# مارثا واتس
مارثا واتس (13 فبراير 1848– 30 ديسمبر 1909)، مبشّرة أمريكية ومعلّمة أسست أربع مدارس في البرازيل. تلقت تعليمها في كنتاكي في مدرسة لويفيل، وكان ضمن أول دفعةٍ تخرّجت في أوائل سبعينيات القرن التاسع عشر، وعملت بعدها معلمة في المدارس الحكومية. بعد انضمامها إلى كنيسة برودواي الميثودية في العام 1874، التحقت واتس بجمعية تبشيرية شبابية، وأسست صفًا في مدرسة الأحد. في العام 1881، بعد تقدّمها إلى المجلس النسائي للبعثات الأجنبية، قُبلت كثاني امرأة من الولايات المتحدة للعمل مبشرةً في الخارج، وكانت أول امرأة تُرسَل إلى البرازيل.
إثر وصولها إلى ولاية ساو باولو في العام 1881، تمثّلت مهمة واتس في إنشاء مدرسة في بيراسيكابا. وفي غضون شهور قليلة، افتتحت واتس مدرسة كوليجيو بيراسيكابانو بوجود طالبة واحدة فحسب، وبدأت بتوظيف مدرّسة للغة الفرنسية، ماري رينوت، في العام 1882. في ذلك الحين، تُرجمت معظم المواد التعليمية إلى اللغة الفرنسية، بوصفها اللغة العالمية للتعليم. وعملت المرأتان سويًا لتهيئة بيئة تعليمية مختلطة مبتكرة، وتقدم دورات في اللغات، والأدب، والرياضيات، والفلسفة، والعلوم الطبيعية والفيزيائية. وبالرغم من تعرّضها لانتقادات بعض الفئات المحافظة في المجتمع والكنيسة الكاثوليكية، اكتسبت واتس مؤيدين نافذين، كان من بينهم سياسيون تقدميون بارزون، ومحامون، وماسونيون، وأنصار إلغاء العبودية. بحلول تسعينيات القرن التاسع عشر، حظيت طريقة المدرسة والمناهج الدراسية بدعم واسع، ونما عدد الطلبة بصورة ملموسة، وراحت أساليب المدرسة تُحاكى في جميع أنحاء الولاية.
أمضت واتس في كوليجيو بيراسيكابانو 14 عامًا، ثم أسست ثلاث مدارس أخرى في ولايتي ميناس جرايس وريو دي جانيرو. أدى تدهور صحتها إلى تقاعدها في العام 1909 وعودتها إلى لويفيل بولاية كنتاكي، حيث توفيت في نهاية نفس العام. تُستَذكر واتس في البرازيل باعتبارها رائدة في نشر التعليم الميثودي إلى البلاد. وسُمّي ملحق كوليجيو بيراسيكابانو على شرفها، وأُطلق اسمها كذلك على المركز الثقافي في بيراسيكابا، وهو واحد من المرافق العديدة التي تحمل اسمها أو تُشيد بدورها في تطوير نظام تعليمي حديث في البلاد.

## سنواتها المبكرة
ولدت مارثا هايت واتس في 13 فبراير 1848 في باردستاون، بولاية كنتاكي، لوالديها إليزابيث كورتيس/كيرتس (بيكسلي / باكسلي، قبل الزواج) وإيلايجاه سيرسي واتس. وكان ترتيبها التاسع من أصل 12 طفلًا، وتلقت أوّل تعليم لها من إخوتها الأكبر سنًا. في سن التاسعة تقريبًا، التحقت بمعهد باردستاون للإناث التابع للكنيسة الأسقفية الميثودية. كان والدها محاميًا مشهورًا، وانتقل بالعائلة إلى لويفيل، حيث خُطِبت واتس. قُتل خطيبها في الحرب الأهلية، وبعد انتهاء الحرب تابعت واتس دراستها في مدرسة لويفيل. افتُتحت المدرسة في العام 1871، وكان واتس ضمن أول دفعة تتخرج فيها.

## مسارها المهني

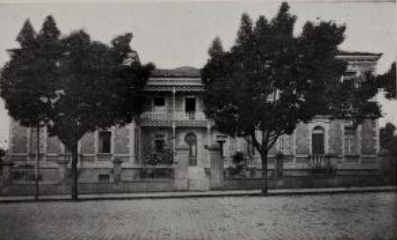
مدرسة الإرسالية الميثودية التي نظمتها مارثا واتس عام 1904 في بيلو هوريزونتي، البرازيل

### بدايات عملها
بعد تخرّجها، بدأت واتس على الفور التعليم في المدارس الحكومية. في العام 1874، انضمت إلى الكنيسة الميثودية في لويفيل وانتظمت بالتردد على مدرسة الأحد. بحلول العام 1877، أنشأت جمعية تبشيرية شبابية في كنيسة برودواي الميثودية. عندما سألتها ماري هيلم إن كانت مهتمة بالعمل التبشيري في البرازيل، قدمت واتس طلبًا إلى المجلس النسائي للبعثات الأجنبية، وقُبل طلبها في العام 1881، لتصبح أول امرأة يرسلها المجلس النسائي إلى البرازيل، وثاني امرأة تُوظّف في المجلس النسائي، بعد لوشي رانكين التي خدمت في الصين منذ العام 1878. في مايو من العام 1881، وصلت واتس إلى ريو دي جانيرو برفقة جيمس إل كينيدي، وجيمس دبليو كوجر وزوجته فرانسيس (سميث، قبل الزواج)، وجون جيمس رانسم. أُوكل إلى واتس مهمة إنشاء مدرسة في بيراسيكابا في ولاية ساو باولو. وتمثّلت مهمة كوجر وزوجته في تأسيس كنيسة في بيراسيكابا، وكان على كينيدي ورانسم إنشاء كنيسة في ريو دي جانيرو. بحلول شهر يوليو، أسست واتس مدرسة الأحد، واستُكمل تأسيس الكنيسة بحلول 11 سبتمبر. واكتشفت واتس أن تأسيس المدرسة أكثر صعوبة مما ظنت، إذ نظرًا لعدم تمكنها من تحدث البرتغالية بطلاقة، لم تنجح بإقناع جيرانها بإرسال أطفالهم إلى المدرسة. كما أنها عانت للعثور على مكان مناسب للإيجار.

### كوليجيو بيراسيكابانو
في 13 سبتمبر 1881، افتتحت واتس مدرسة كوليجيو بيراسيكابانو، بعد أن استأجرت مساحة تكفي لوجود 18 طالبًا. ولم تلتحق بالمدرسة سوى طالبة واحدة فقط، ماريا إسكوبار، نظرًا لتردد الآباء في نقل أطفالهم في الربع الأخير من العام. تعرضت واتس لانتقادات بسبب تسرعها في محاولة فتح المدرسة بتلك الصورة، إذ عمل ثلاثة معلمين لتدريس الطالبة الوحيدة. إنما جاء حافز النجاح لواتس للمضيّ قدمًا بعد فشل محاولتين سابقتين لإنشاء مدرسة بعثة ميثودية. لم تكن واتس ملمّة بالفرنسية، ولم يكن المعلمون ماري نيومان، أو فرانسيس جوزيف كريستوفر شنايدر الذي كان يدرّس اللغة البرتغالية، لم يكونوا مستعدين لإعطاء دروس باللغة الفرنسية، التي كانت تعتبر اللغة العالمية في ذلك الوقت. لكي يدرس الطلاب في البرازيل الأدب الإغريقي والروماني، توجّب عليهم اللجوء إلى الترجمات الفرنسية. وهذا ما جعل تأمين مدرس يتحدث الفرنسية عاملًا ضروريًا لنجاح المدرسة. كتبت واتس والمبجّل رانسم عدة رسائل إلى المجلس النسائي للمطالبة بتأمين مدرس أمريكي يتحدث الفرنسية، ولكن بلا جدوى. في 23 فبراير 1882، أبلغ رانسم المجلس أنه وجد «امرأة فرنسية» تحمل درجات علمية في التدريس وقبلت عرض العمل لديهم. على الرغم من أن الفصل المدرسي كان قد بدأ فعليًا بوجود 13 طالبًا، إلا أن ماري رينوت، المعلمة البلجيكية، لم تنضم لطاقم التدريس حتى بداية شهر مارس.
عملت رينوت وواتس معًا لصياغة الرؤية التربوية للمدرسة. بالدرجة الأولى، تولّت واتس إدارة المدرسة، وأشرفت رينوت على وضع المناهج وتعزيز سمعة كوليجيو بيراسيكابانو، ثم أصبحت المتحدثة باسم المدرسة بسبب عدم إلمام واتس الكافي باللغة البرتغالية. ارتكز منهج واتس في التعليم على الأيديولوجية الميثودية، التي نادت بالفصل بين الدين والدولة، وناصرت الحريات الفردية والدينية، واستكشاف العلوم والتكنولوجيا وتطبيق الإصلاحات الديمقراطية التي تهدف إلى تخريج مسيحيين خادمين مخلصين للأمة. واستند أسلوب رينوت إلى الفلسفة الأوروبية والنظريات التربوية لعلماء مثل فروبل وبستالوتزي. وسعت واتس ورينوت معًا إلى تطبيق مبادئ مبتكرة لتعليم الإناث. في ذلك الوقت، حضّر التعليم النموذجي المتاحُ الفتياتِ للانخراط في المجالات المنزلية والاجتماعية، ولقّنهن العقيدة الكاثوليكية. ومن خلال تقديم مدرسة داخلية للفتيات، والترويج للتعليم المختلط، والمساواة بين الجنسين، قدمت مدرسة كوليجيو بيراسيكابانو منهجًا متكاملًا شمل دورات في اللغات، والأدب، والرياضيات، والفلسفة، والعلوم الطبيعية والفيزيائية. كما كانت الفصول متاحةً للأولاد كذلك، حيث أرسل المحامي مانويل دي مورايس باروس أربعة من أبنائه لتلك المدرسة، وشجّع غيره على فعل ذلك. 
على الرغم من أن مناهج المدرسة قد لقيت ترحاب الفئات التقدمية في المجتمع، فإن العناصر المحافظة، وخاصة الكنيسة الكاثوليكية، كانوا من أشد المنتقدين لواتس والتعليم الذي قدمته مدرسة كوليجيو بيراسيكابانو. ومع ذلك، بحلول العام 1883، وصل عدد الطلاب المسجلين إلى 30 طالبًا بدعم من أنصار إلغاء العبودية، والماسونيين، والسياسيين التقدميين مثل برودينته مواريس باروس (شقيق مانويل)، الذي أصبح فيما بعد حاكم ساو باولو ورئيسًا للبرازيل.